# Кыкаёль (приток Кыдрыма)
Кыкаёль — река в России, протекает в Республике Коми по территории Печерского района.

## География
Устье реки находится в 54 км по правому берегу реки Кыдрым. Длина реки составляет 32 км.

## Этимология гидронима
Гидроним происходит из языка коми, но этимология до конца не ясна. Кыка — «с двумя», ёль — «лесной ручей». Возможно Кыкаёль упрощение названия Кыквожаёль («ручей с двумя притоками» от кык «два», вожа «с притоком».

## Данные водного реестра
По данным государственного водного реестра России относится к Двинско-Печорскому бассейновому округу, водохозяйственный участок реки — Печора от водомерного поста у посёлка Шердино до впадения реки Уса, речной подбассейн реки — бассейны притоков Печоры до впадения Усы. Речной бассейн реки — Печора.
Код объекта в государственном водном реестре — 03050100212103000063832.